# Публий Корнелий Сулла (претор)
Публий Корнелий Сулла (лат. Publius Cornelius Sulla Rufus Sivilla) — римский политический деятель, претор 186 года до н. э. Сын Публия Корнелия Суллы Руфа Сивиллы. Во время претуры управлял провинцией Сицилия. Вероятно, он имел двух сыновей: Публия, монетария примерно в 151 году до н. э., и Луция, отца диктатора Суллы.